# Salvador Sobral
Salvador Vilar Braamcamp Sobral (n. 28 decembrie 1989, Lisabona, Portugalia) este un cântăreț portughez și fost student la psihologie. A reprezentat Portugalia la Concursul Muzical Eurovision 2017 cu piesa „Amar Pelos Dois” (în traducere „Dragoste pentru doi”), unde a câștigat votul juriilor naționale și pe cel al telespectatorilor. Astfel, el aduce Portugaliei prima victorie de la debutul din 1964. Piesa a fost scrisă de sora lui, cantautoarea Luísa Sobral.
A participat și la concursul Ídolos, versiunea portugheză a show-ului Pop Idol, unde s-a clasat pe locul al șaptelea. Sobral a atras atenția asupra sa din cauza condiției sale fizice, artistul suferind de o boală de inimă care necesită un transplant. Sobral este un susținător al drepturilor imigranților, în contextul crizei refugiaților în Europa.